# منزل زنجيرتشي يزدي
منزل زنجيرتشي يزدي (بالفارسية: خانه زنجیرچی یزدی) هو منزل تاريخي يعود إلى عصر القاجاريون، ويقع في شيراز.